# 梳齧脂鯉
梳齧脂鯉，為輻鰭魚綱脂鯉目脂鯉亞目脂鯉科的其中一個種。分布於南美洲秘魯淡水流域，體長可達3.5公分，棲息在底中層水域，生活習性不明。